# Comitato per gli standard industriali giapponese
Il Comitato per gli standard industriali giapponese (in giapponese 日本産業標準調査会?; sigla: JISC, dall'inglese Japanese Industrial Standards Committee) è l'organizzazione di standardizzazione nazionale del Giappone.
Essendo membro dell'Organizzazione internazionale per la normazione (ISO), è necessariamente l'unica organizzazione di standardizzazione nazionale che rappresenti l'ISO in Giappone. In particolare, è un membro a pieno titolo (Member body) dell'ISO, e in quanto tale partecipa e vota alle riunioni dell'ISO tecniche e sulle policy, oltre a vendere e adottare gli standard internazionali ISO a livello nazionale.

## Storia
Nel 1921 fu istituito il Japanese Engineering Standards Committee (JESC) come organizzazione di standardizzazione nazionale nell'ambito dell'industria, sviluppando standard nazionali (JES).
Il JISC è stato istituito nel 1949 in risposta alla Legge sulla standardizzazione industriale.

## Attività
Oltre a sviluppare standard nazionali (identificati dalla sigla JIS), le attività del JISC riguardano anche la regolamentazione del marchio di conformità JIS per i prodotti. Tali attività sono svolte attraverso l'istituzione di appositi Comitati Tecnici (TC) all'interno del JISC.
Gli standard del JISC hanno come ambito di applicazione prodotti industriali e minerali, ad eccezione dei medicinali, dei prodotti chimici per l'agricoltura e dei fertilizzanti chimici, regolamentati da altre leggi.
A partire dal 1952 è membro dell'ISO (Organizzazione internazionale per la normazione), dove alla data del 20 ottobre 2021 conta 726 partecipazioni alle Commissioni Tecniche (TC - Technical Committee) e 3 partecipazioni ai Comitati di sviluppo delle policy (PDC - Policy Development Committee).
Dal 1953 è inoltre membro permanente della Commissione elettrotecnica internazionale (IEC).

### Norme tecniche
Alla data del 31 marzo del 2021, il numero di standard JIS attivi è pari a 10.912, citati 7,477 volte in 205 leggi e regolamenti giapponesi.
Le norme tecniche JIS sono pubblicate dalla Japanese Standards Association (JSA). Le norme tecniche del JISC sono contraddistinte dalla sigla "JIS".

#### Corrispondenza delle norme JIS con altre norme
L'Agreement on Technical Barriers to Trade of the World Trade Organization ha riconosciuto che quando possibile, sia preferibile che le norme internazionali siano adottate anche a livello nazionale, in modo da eliminare le barriere tecniche al commercio. La piena adozione delle norme internazionali in ambito nazionale non può però essere sempre realizzata per vari motivi che includono la sicurezza nazionale, la protezione della salute o sicurezza umana, la protezione dell'ambiente, o a causa di impedimenti climatici, geografici o tecnologici. Ciò vuol dire che non tutte le norme internazionali sono adottate come norme nazionali JIS, e alcune norme JIS non hanno un corrispondente nelle norme internazionali.
La Guida ISO IEC 21-1:2005 - Regional or national adoption of International Standards and other International Deliverables - Part 1, Adoption of International Standards, oltre a fornire i metodi per adottare norme internazionali (ISO, IEC) a livello nazionale e regionale, include anche i metodi per indicare la corrispondenza tra le norme internazionali e quelle regionali e nazionali. Tali indicazioni riguardano anche le norme JIS, trattandosi di norme nazionali. Gli stessi metodi per l'adozione di norme internazionale possono essere applicati anche nel caso di adozione di altre norme nazionali o regionali, ad esempio per l'adozione da parte del Japanese Industrial Standards Committee di norme di un altro organismo di standardizzazione nazionale, come il British Standards Institution (BIS).
Quando le norme nazionali JIS hanno un corrispondente nelle norme internazionali, secondo la Guida ISO IEC 21-1 tale corrispondenza deve essere evidente. A tale proposito, nel caso in cui la norma nazionale JIS derivi dall'adozione di una norma internazionale, è consigliato che riporti la numerazione della norma internazionale assieme alla numerazione nazionale, più preferibilmente la data di pubblicazione della norma internazionale e/o quella della norma nazionale.
Ad esempio, se una norma JIS è denominata "JIS IEC 61642:1998", è evidente che la norma internazionale da cui deriva è la norma IEC 61642. Questo metodo è detto "numerazione singola".
Un altro metodo di identificare la norma è la "numerazione doppia", ad esempio: JIS 87878:1998 ISO 13616:199.
I metodi di "numerazione singola" e "numerazione doppia" non sono applicabili nel caso in cui la norma internazionale sia adottata con modifiche che non siano una perfetta traduzione della norma: in tal caso il codice della norma è solo quello nazionale. Ad esempio "JIS 567:1997".
Nella prefazione delle norme JIS deve inoltre essere indicata l'eventuale corrispondenza e il tipo di corrispondenza con le norme internazionali.
I codici delle norme nazionali JIS riportano quindi la sigla "JIS" assieme a eventuali sigle di altre organizzazioni di standardizzazione (nazionali, regionali o internazionali) da cui JISC ha recepito la norma, seguita dal codice numerico della norma, oltre all'anno, relativo all'edizione della norma; tale codice numerico potrebbe non corrispondere al codice adottato da altre organizzazioni di standardizzazione. Nel caso in cui l'anno di adozione di una norma nazionale JIS sia differente dall'anno in cui la norma da cui trae origine è stata a sua volta adottata, anche l'anno indicato dopo il codice numerico della norma potrebbe essere differente, in caso sia stato adottato il metodo della numerazione singola per identificare la norma.